# Ashkum
Ashkum és una població dels Estats Units a l'estat d'Illinois. Segons el cens del 2000 tenia 724 habitants.

## Demografia
Segons el cens del 2000, Ashkum tenia 724 habitants, 302 habitatges, i 215 famílies. La densitat de població era de 340,9 habitants/km².
Dels 302 habitatges en un 30,5% hi vivien nens de menys de 18 anys, en un 56,6% hi vivien parelles casades, en un 10,3% dones solteres, i en un 28,5% no eren unitats familiars. En el 24,8% dels habitatges hi vivien persones soles el 14,9% de les quals corresponia a persones de 65 anys o més que vivien soles. El nombre mitjà de persones vivint en cada habitatge era de 2,4 i el nombre mitjà de persones que vivien en cada família era de 2,88.
Per edats la població es repartia de la següent manera: un 24,7% tenia menys de 18 anys, un 8,7% entre 18 i 24, un 24,7% entre 25 i 44, un 23,6% de 45 a 60 i un 18,2% 65 anys o més.
L'edat mediana era de 39 anys. Per cada 100 dones de 18 o més anys hi havia 97,5 homes.
La renda mediana per habitatge era de 40.313 $ i la renda mediana per família de 52.857 $. Els homes tenien una renda mediana de 32.321 $ mentre que les dones 23.625 $. La renda per capita de la població era de 20.806 $. Aproximadament el 3,5% de les famílies i el 3,8% de la població estaven per davall del llindar de pobresa.

## Poblacions més properes
El següent diagrama mostra les poblacions més properes.